# Gieorgij Żukow (zm. 1978)
Gieorgij Siergiejewicz Żukow, ros. Георгий Сергеевич Жуков (ur. 1903, 1896 lub 1907, zm. w czerwcu 1978) – generał porucznik radzieckich organów bezpieczeństwa.

## Życiorys
Od lipca 1928 członek WKP(b), 1940 posiadał stopień majora bezpieczeństwa. Od 26 lutego 1941 pełnił służbę na stanowisku zastępcy szefa I Oddziału II Zarządu NKGB ZSRR, a od 23 września 1941 – szefa IV Oddziału tego Zarządu i przedstawiciela NKWD do spraw łączności z dowództwem Armii Polskiej na terytorium ZSRR. 21 stycznia 1942 został wyznaczony na pełnomocnika rządu ZSRR do spraw formowania zagranicznych jednostek wojskowych (przede wszystkim polskich i czeskich) na terytorium ZSRR – posiadał wtedy stopień komisarza bezpieczeństwa państwowego III rangi.
Na temat mianowania Żukowa tak pisze Galina Markina: „Dowódcą naszej grupy specjalnej był Gieorgij Siergiejewicz Żukow. Kiedy organizowany był tzw. „polski wydział”, Żukowa wyznaczono na jego szefa. On przeniósł mnie do tego wydziału jako sekretarza. Zajmowaliśmy się organizacją polskiej armii na terytorium Związku Radzieckiego. Ciekawy fakt: Stalin wzywa do siebie Żukowa i generała Andersa, który miał stanąć na czele powstającej polskiej armii. Beria przedstawia Stalinowi Żukowa: major bezpieczeństwa. Stalin prostuje: „nie major, a generał major. Nie może major pracować z generałem polskiej armii””.
31 lipca 1944 rozmawiał (używając wtrąceń w języku polskim) w Chełmie z okręgowym delegatem rządu na województwo lubelskie Władysławem Cholewą na krótko przed jego aresztowaniem przez NKWD i przewiezieniem do Moskwy. Usiłował nakłonić delegata do zaniechania działalności i podjęcia pertraktacji z Polskim Komitetem Wyzwolenia Narodowego.
21 września 1944 został przeniesiony do Nowosybirska, gdzie pełni stanowiska w zarządach obozów pracy (tzw. „Dalstroj” – najpierw NKWD, potem po reorganizacji organów, od marca 1946 MWD, potem KGB).
Od 8 kwietnia 1954 pozostawał w dyspozycji szefa kadr KGB, 28 października 1954 został zdymisjonowany i zdegradowany. 24 grudnia 1954 wykluczony z partii.
W 1956 został wyznaczony na stanowisko dyrektora hotelu „Turist” w Moskwie. Na tym stanowisku pozostał do końca życia.
Zmarł w czerwcu 1978.

## Awanse
- 13 kwietnia 1937 – porucznik bezpieczeństwa państwowego
- 28 kwietnia 1941 – starszy porucznik bezpieczeństwa państwowego
- 12 lipca 1941 – kapitan bezpieczeństwa państwowego
- 13 sierpnia 1941 – major bezpieczeństwa państwowego
- 14 lutego 1943 – starszy major bezpieczeństwa państwowego
- 29 marca 1944 – komisarz bezpieczeństwa państwowego III rangi
- 9 lipca 1945 – generał porucznik
- 28 listopada 1954 – zdegradowany

## Odznaczenia
- Order Czerwonego Sztandaru (trzykrotnie - 20 września 1943, 13 marca 1944 i 30 stycznia 1951)
- Order Czerwonej Gwiazdy (15 stycznia 1945)
- Odznaka "Zasłużony Funkcjonariusz NKWD" (4 lutego 1942)
- Krzyż Wojenny Czechosłowacki 1939 (Czechosłowacja, 1943)

I 5 medali.